# پادشاهی مایورکا
پادشاهی مایورکا (کاتالونیایی: Regne de Mallorca) از سوی خایمه یکم، پادشاه آراگون بنا شد. این پادشاهی مایورکا، جزایر بالئاری، مینورکا، ایبیزا و فرمنترا را شامل می‌شد.